# NGC 7748
NGC 7748 је појединачна звезда у сазвежђу Цефеј која се налази на NGC листи објеката дубоког неба.
Деклинација објекта је + 69° 45' 19" а ректасцензија 23h 44m 56,5s. Привидна величина (магнитуда) објекта NGC 7748 износи 13,6 а фотографска магнитуда 7,2. NGC 7748 је још познат и под ознакама SAO 20818.